# Bruxism
Bruxismul (cunoscut ca scrâșnitul din dinți) este un obicei parafuncțional care poate fi cauzat de diferiți factori: înghițirea lichidului amniotic la naștere, traume cerebrale la vârstă fragedă, lovituri la nivelul lobilor occipitali sau parietali. 
Bruxismul se manifestă doar în timpul somnului, pacientul neavând posibilitatea de a-și controla mișcările. Boala devine mai accentuată în stările stresante sau momentele cu încărcătură emoțională deosebită.

## Tratament
Un mod de tratament este folosirea gutierei pentru a proteja dinții de rupere sau tocire. Acestea sunt confecționate de dentist în funcție de natura danturii. De asemenea, se folosesc neurolepticele (mai puțin indicate si cu serioase efecte adverse) și pastilele naturiste cu extracte de plante calmante (valeriană, mușețel, floarea-soarelui).

## Simptome
Pacienții pot prezenta o varietate de simptome, incluzând:
- Anxietate, stress și tensiune
- Depresie
- Dureri de urechi
- Probleme alimentare
- Dureri de cap, migrene
- Pierderea dinților
- Tinnitus
- Retragerea gingiilor
- Dureri de gât
- Insomnie
- Dureri de maxilar